# Tram van Darmstadt
De tram van Darmstadt vormt de ruggengraat van het openbaar vervoer van de Duitse stad Darmstadt. Het metersporige net met een lengte van 42 kilometer wordt door HEAG mobilo (HEAG stond ooit voor Hessische Eisenbahn-Aktiengesellschaft) geëxploiteerd. Vervoer ging in 1886 met stoomtrams van start; de eerste elektrische trams reden in al 1897. Vanaf 1961 werd geleidelijk het materieelpark vernieuwd met gelede trams, wat tot dan toe nog vooral uit tweeassers bestond.

## Netwerk
Het totale netwerk bestaat uit (in 2023) 10 tramlijnen. Daarvan zijn er 8 regulier, te weten 1–5 en 7–9; de lijnen 6 en 10 zijn expreslijnen. Centraal overstappunt is niet het station maar het plein met de naam Luisenplatz.

## Materieel
In Darmstadt is het gebruikelijk om bij tramseries de lettercombinatie 'ST' (voor motorwagens) en 'SB' (voor bijwagens) te gebruiken, met voor elk nieuw tramtype een hoger getal. Zo is men bij 'ST15 en 'SB9' beland. Het overzicht is van december 2023.

### Huidig
- ST12 In 1990 werden van Waggon Union 10 gelede trams van dit type achtasser geleverd; er zijn nog 6 van in dienst.
- ST13 In 1998 werden van LHB 20 lagevloertrams van dit type achtasser geleverd; er zijn nog 18 van in dienst.
- ST14 In 2007 werden van Alstom-LHB 18 lagevloertrams van dit type achtasser geleverd; er zijn nog 16 van in dienst.
- ST15 Van 2022 tot 2023 werden van Stadler 16 lagevloertrams van dit type achtasser geleverd; er zijn vooralsnog 4 van in dienst gesteld.
- SB9 In 1994 werden van LHB 30 lagevloertrams van dit type vierasser geleverd; alle zijn in dienst maar drie zijn er in renovatie.